# Incontro Nazionale dei Madonnari

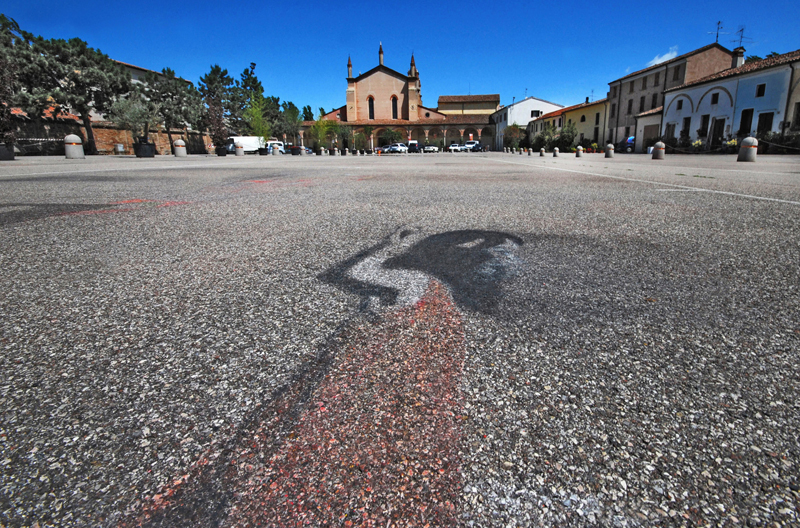
Il Santuario delle Grazie con le tracce dei Madonnari

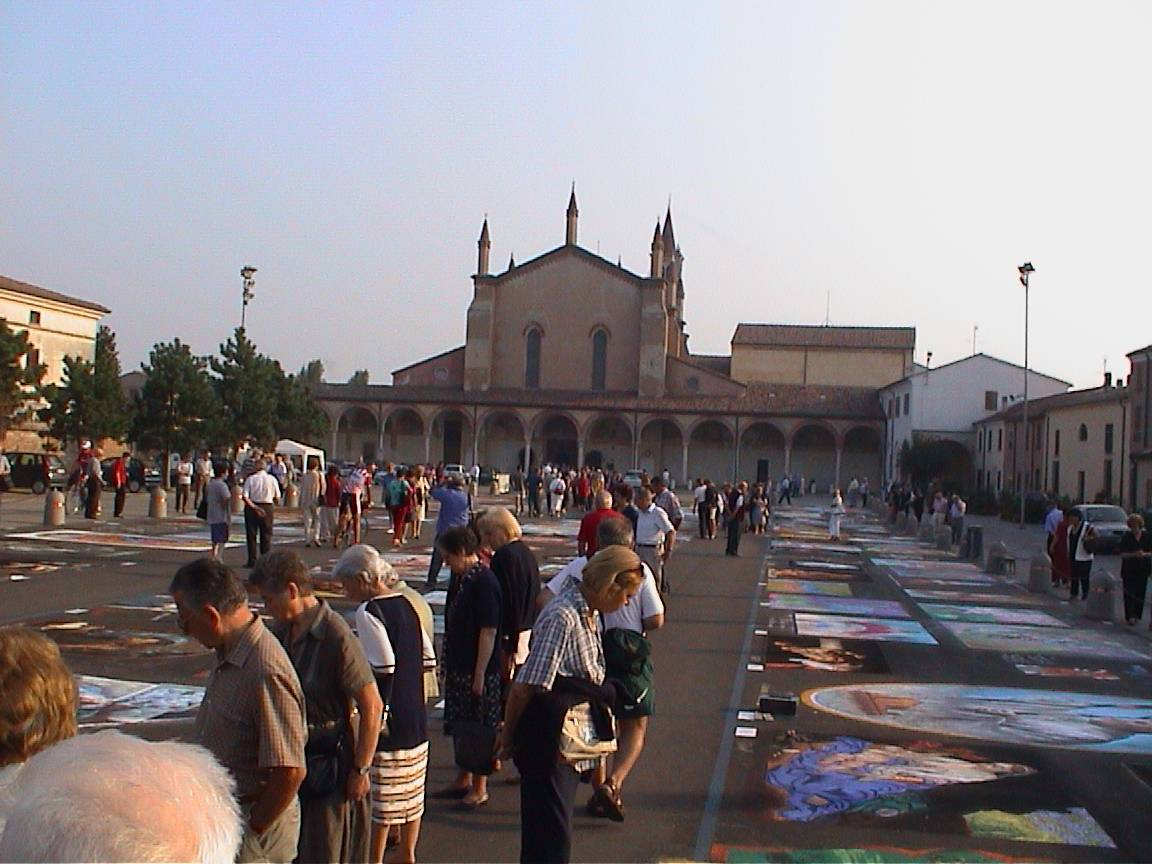

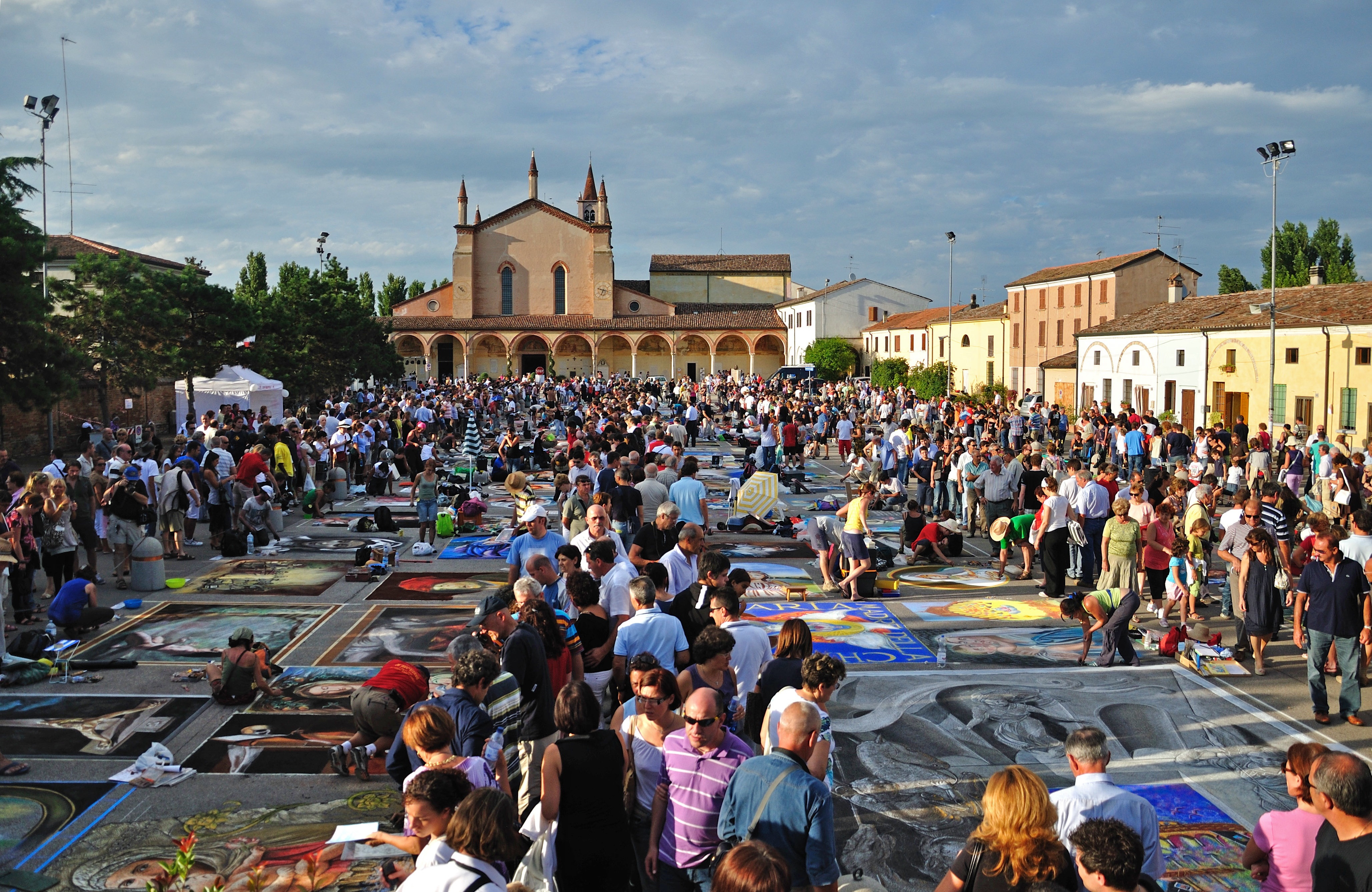

L'Incontro Nazionale dei Madonnari si tiene dal 1973. Nacque da un'idea dell’allora vice-presidente dell’E.P.T (Ente per il turismo) di Mantova, Gilberto Boschesi e della giornalista Maria Grazia Fringuellini. La scelta della località di Grazie di Curtatone, nei pressi di Mantova, in occasione della "Festa dell'Assunta - Antichissima fiera delle Grazie" è da ascrivere al noto pubblicitario, pittore e critico d'arte Dino Villani. L'attività dei madonnari provenienti da tutta Italia e da numerosi stati esteri, inizia nel tardo pomeriggio del 14 agosto sulla piazza antistante il Santuario della Beata Vergine delle Grazie. L'inizio del concorso è sancito dalla benedizione dei gessetti, antico strumento di lavoro dei madonnari, impartita dal vescovo di Mantova. Il lavoro pittorico sull'asfalto viene preferibilmente eseguito nelle ore notturne e mattutine per evitare il calore agostano e comunque concluso entro il pomeriggio del 15 agosto quando la giuria aggiudicherà la vittoria nelle varie categorie in cui sono stati suddivisi i partecipanti.
Tre sono i vincitori corrispondenti alle tre categorie previste:
- maestro madonnaro
- madonnaro qualificato
- madonnaro semplice

Al vincitore assoluto è data la possibilità di realizzare il bozzetto
del manifesto dell'incontro dei madonnari dell'anno successivo. Altresì, ai vincitori delle due altre categorie viene assicurato il titolo della categoria superiore. Con gli anni Duemila, la manifestazione ha assunto sempre più un carattere internazionale. Le provenienze degli artisti hanno visto costanti partecipazioni da Nord Europa, Nord America, Centro America e Asia. Dal 2012 in avanti sempre più rilevante la presenza sul sagrato di Grazie di artisti latinoamericani, in particolar modo messicani. Nel 2020 e nel 2021, l'Incontro non si è svolto a causa della pandemia Covid. Con il 2022 è ripartita l'Antichissima fiera delle Grazie e con essa l'organizzazione dell'Incontro dei Madonnari. Regione Lombardia ha avviato l'iter burocratico per candidare la Fiera e l'Incontro Nazionale dei Madonnari a patrimonio Unesco.

## Elenco dei premiati
| Anno | Maestri madonnari                             | Madonnari qualificati                 | Madonnari semplici                    |
| ---- | --------------------------------------------- | ------------------------------------- | ------------------------------------- |
| 2025 | Giulia Monzani                                | Alice Monzani                         | Alba Rosa Amerzcua                    |
| 2024 | Michela Bogoni                                | Sonja Mazereel                        | Rafael Reyes Rivera                   |
| 2023 | Ignacio de Jesus Chàavez Salina               | Giulia Monzani                        | Sonia Mazereel                        |
| 2022 | Michela Vicini                                | Andrea Grespi                         | Martinez Santoyo Joei Marcos          |
| 2019 | Federico Pillan                               | Ignacio de Jesus Chàavez Salina       | Maureen Kolhoff                       |
| 2018 | Michela Bogoni                                | Michela Vicini                        | Ignacio de Jesus Chàavez Salina       |
| 2017 | Federico Pillan                               | Tiberio Mazzocchi                     | Cesar Polack                          |
| 2016 | Mariangela Cappa                              | Antonio Cammarano                     | Omar Oriente                          |
| 2015 | Michela Bogoni                                | Mino Di Summa                         | Anna Salvaterra                       |
| 2014 | Andrea Mariano Bottoli                        | Garcia Hernan Adriana Del Rocio       | Mino Di Summa                         |
| 2013 | Cristina Cottarelli                           | Liliana Confortini                    | Pierluca Arena                        |
| 2012 | Ketty Grossi                                  | Juandes Vera                          | Jenny Mc Cracken                      |
| 2011 | Mariangela Cappa                              | Luigi Legno                           | Takanori Nishimura                    |
| 2010 | Melanie Stimmel Van Latum                     | Michael Kirby                         | Sandro Vasini                         |
| 2009 | Sofia Simona Lanfredi                         | Vera Bugatti                          | Luisa Spitti                          |
| 2008 | Sofia Simona Lanfredi                         | Ketty Grossi                          | Vera Bugatti                          |
| 2007 | Mariangela Cappa                              | Melanie Siegel                        | Loui Delphine Randy Melcombe          |
| 2006 | Giovanni Rota                                 | Mariangela Cappa                      | Donatella Rinaldi                     |
| 2005 | Edgar Müller                                  | Michela Bogoni                        | Federico Pillan                       |
| 2004 | Gabriele Ferrari                              | Marianne Gorischek                    | Ketty Grossi                          |
| 2003 | Paolo Barbieri                                | Melanie Stimmel                       | Julie Ann Kirk                        |
| 2002 | Genna Marie Panzarella                        | Francesca Garuti                      | Melanie Stimmel                       |
| 2001 | Tomoteru Saito                                | Emanuela Perteghella                  | Giorgio Camisani Anna Massardi        |
| 2000 | Tomoteru Saito                                | Genna Marie Panzarella                | Valentina Sforzini                    |
| 1999 | Nicola Cugola                                 | Paolo Barbieri                        | Giovanni Rota                         |
| 1998 | Luciano Scalzotto                             | Claudio Sgobino                       | Luigi Del Medico                      |
| 1997 | Cristina Cottarelli                           | Gabriele Ferrari                      | Franco Prisco                         |
| 1996 | Ingolf “Tin” Seiffert                         | Nicola Cugola                         | Ann Teresa Flynn                      |
| 1995 | Markus Westendorf                             | Edgar Müller                          | Gabriele Ferrari                      |
| 1994 | Luciano Scalzotto                             | Freddy Goebbels Remo Pozzan, ex aequo | Edgar Müller                          |
| 1993 | Luciano Scalzotto                             | Leonardo Pierro                       | Markus Westendorf                     |
| 1992 | Francesco Prisciandaro Flavio Sirio, ex aequo | Nicola Colucciello                    | Freddy Goebbels Remo Pozzan, ex aequo |
| 1991 | Cristina Cottarelli                           | Luciano Scalzotto                     | Ingolf “Tin” Seiffert                 |
| 1990 | Andrea Mariano Bottoli                        | Cristina Cottarelli                   | Leonardo Pierro                       |
| Anno | Maestri madonnari                             | Madonnari                             | Amanti del gessetto                   |
| 1989 | Andrea Mariano Bottoli                        | Fernando Villaroya                    | Cristina Cottarelli                   |
| 1988 | Flavio Sirio                                  | Claudio Rasori                        | Fernando Villaroya                    |
| 1987 | Flavio Sirio                                  | Anna Durando                          | Milan Jovanovic                       |
| 1986 | Kurt Wenner                                   | Andrea Mariano Bottoli                | Alessandro Zaccardi                   |
| 1985 | Flavio Sirio                                  | Eberhard Münch                        | Domenico Morgese                      |

| Anno | Gessetti d'oro         | Gessetti d'argento          | Gessetti di bronzo                                                    | Amanti del gessetto    |
| ---- | ---------------------- | --------------------------- | --------------------------------------------------------------------- | ---------------------- |
| 1984 | Manfred Stader         | Kurt Wenner                 | Tino Saggiomo                                                         | Eberhard Münch         |
| 1983 | Kurt Wenner            | Wolfang Steinweg            | Guerrino Bardeggia                                                    | Claudio Rasori         |
| 1982 | Flavio Sirio           | Hans Schuster               | Antonio Pesce                                                         | Kurt Wenner            |
| 1981 | Tino Saggiomo          | Nicolino Picci              | Salvatore Tortora                                                     | Guerrino Bardeggia     |
| 1980 | Francesco Prisciandaro | Tino Saggiomo               | Hans Schuster                                                         | Andrea Mariano Bottoli |
| 1979 | Nicola Iodice          | Hans Schuster               | Francesco Prisciandaro                                                | Nedo Consoli           |
| 1978 | Brigitte Hûtting       | Nicola Colucciello          | Aldo Gambardella                                                      |                        |
| 1977 | Nicola Iodice          | Antonio Grillo              | Aldo Gambardella                                                      |                        |
| 1976 | Flavio Sirio           | Brigitte Hûtting Allen Lynn | Nicola Iodice                                                         |                        |
| 1975 | Antonio Grillo         | Nicola Iodice               | Doriano Gerola                                                        |                        |
| 1974 | Flavio Sirio           | Nicolino Picci              | Claudia Marchi Maria Rosa Pasetti Fausto Salomoni Maria Rosa Salomoni |                        |
| 1973 | Francesco Prisciandaro | Giuseppe Panizza            | Nicolino Picci                                                        |                        |